# Мені необхідно бути разом з тобою
«Мені необхідно бути разом з тобою» (італ. L'esigenza di unirmi ogni volta con te, англ. Getaway of Love) — італійський драматичний фільм 2015 року, знятий режисером Тоніно Дзангарді за власним однойменним романом. У головних ролях Марко Боччі і Клаудія Джеріні.

## Сюжет
Джуліана живе звичайним життям в маленькому приморському містечку в Апулії і працює касиркою у супермаркеті. Вже десять років вона у шлюбі з Мартіно, який часто їздить у відрядження й залишає жінку вдома саму. Леонардо — поліцейський, він страждає на депресію через зраду дружини і брата, яких застав разом у ліжку, і думає про самогубство. Долі цих двох перетинаються під час озброєного пограбування супермаркету, коли злочинці захоплюють Джуліану в заручниці, а Леонардо її рятує. Через деякий час вони розуміють, що закохалися одне в одного й починають зустрічатися. Кілька місяців потому Джуліана наважується сказати чоловікові, що йде від нього до Леонардо. Та ситуація виходить з-під контролю: Мартіно реагує вкрай бурхливо, він б'є Джуліану і душить її. Рятуючи своє життя жінка хапає ніж, що випадково потрапив під руку, і завдає йому удару в живіт, від якого той помирає. Налякана Джуліана телефонує Леонардо, який забороняє їй сповіщати поліцію і вмовляє наважитися на втечу з ним. Джуліана погоджується, та в дорозі її все більше охоплюють сумніви щодо правильності їхніх дій, вона пропонує здатися, через що вони серйозно сваряться з Леонардо. Врешті поліція наздоганяє втікачів серед кукурудзяного поля, де Джуліана виходить з автівки з наміром здатися. Леонардо сердиться на неї, та майже одразу наздоганяє її, бере за руку, й вони постають перед поліцейськими разом.

## У ролях
| Актор                 | Роль                 |
| --------------------- | -------------------- |
| Марко Боччі           | Леонардо             |
| Клаудія Джеріні       | Джуліана             |
| Марк Дюре             | Мартіно              |
| Антоніо Лоріо         | Віто                 |
| Клаудія Фратанкангелі | мати Леонардо        |
| Леонардо Дзангарді    | Леонардо в дитинстві |
| Роза Енгінолі         | Джуліана в дитинстві |

## Місця зйомок
Зйомки проходили в місті Триказе (провінція Лечче) в Апулії на півдні Італії влітку 2014 року.

## Номінації
- 2015 — Монреальський кінофестиваль (Montreal World Film Festival) — номінація на Grand Prix Ameriques (Тоніно Дзангарді)[3].